# ورخنه‌ایتوکولوو
ورخنه‌ایتوکولوو (انگلیسی: Verkhneitkulovo) یک شهرک در شهرستان ایشیمبایسکی استان باشقیرستان کشور روسیه است.